# Digitaria fujianensis
Digitaria fujianensis là một loài thực vật có hoa trong họ Hòa thảo. Loài này được (Liou) S.M.Phillips & S.L.Chen mô tả khoa học đầu tiên năm 2003.